# Hepatosplenomegalia
Hepatosplenomegalia – termin medyczny oznaczający powiększenie wątroby i śledziony.